# Jiko Luveni
La docteur Jiko Luveni, née vers 1946 et morte le 22 décembre 2018, est une médecin et femme politique fidjienne.

## Biographie
Originaire du village de Nukuni sur l'île d'Ono-i-Lau, Jiko Luveni est l'une des rares femmes diplômées de l'École de médecine des Fidji (Fiji School of Medecine) en 1967, et devient dentiste. À partir de la fin des années 1980, elle travaille pour le Fonds des Nations unies pour la population, en tant que responsable de projet en planification familiale et en santé maternelle. Au début du XXIe siècle, elle travaille au ministère de la Santé fidjien dans la lutte contre le sida. Alors que la population fidjienne est très peu informée au sujet du virus, elle entreprend avec succès une large campagne d'information et de prévention, tant en milieu rural qu'urbain. En 2004, avec le soutien du ministère, elle participe à la mise en place de l'ONG « FJN Plus » (Réseau fidjien des personnes vivant avec le sida) pour soutenir les malades.
Son époux, le lieutenant-colonel Inoke Luveni, est un ancien militaire, brièvement député et secrétaire d'État aux Prisons en 2006 dans le gouvernement conservateur du Premier ministre Laisenia Qarase, avant que ce dernier ne soit renversé par un coup d'État militaire en décembre 2006. En 2008, l'auteur du coup d'État et Premier ministre par intérim Voreqe Bainimarama nomme Jiko Luveni ministre de la Santé dans son gouvernement puis ministre de la Sécurité sociale, des Femmes et de la Réduction de la pauvreté. En mai 2014, Voreqe Bainimarama lance officiellement son propre parti politique, Fidji d'abord, et Jiko Luveni devient présidente du parti. Elle est élue députée pour le parti aux élections de septembre 2014 mais démissionne immédiatement de son siège de députée pour briguer la présidence du Parlement. Élue à la présidence du Parlement lors de la première session de l'assemblée le 6 octobre, elle devient alors la première femme à présider le corps législatif aux Fidji,,. Elle est réélue à cette fonction le 27 novembre 2018, à l'issue des élections législatives ; elle obtient les voix de vingt-sept députés (ceux du parti Fidji d'abord) contre vingt-quatre voix pour la candidate d'opposition Tanya Waqanika. Moins d'un mois plus tard, le 22 décembre, elle meurt subitement « après une courte maladie ».
Sportive, Jiko Luveni a dans sa jeunesse représenté son pays en tennis de table et en golf à trois éditions des Jeux du Pacifique Sud. Elle a également été membre du comité de direction du Conseil des Sports des Fidji,.